# Eremalauda
Genre
Eremalauda est un genre monotypique de passereaux de la famille des Alaudidae. Il comprend une seule espèce d'alouettes.

## Répartition
Ce genre se trouve à l'état naturel dans le Sahara et dans la péninsule arabique.

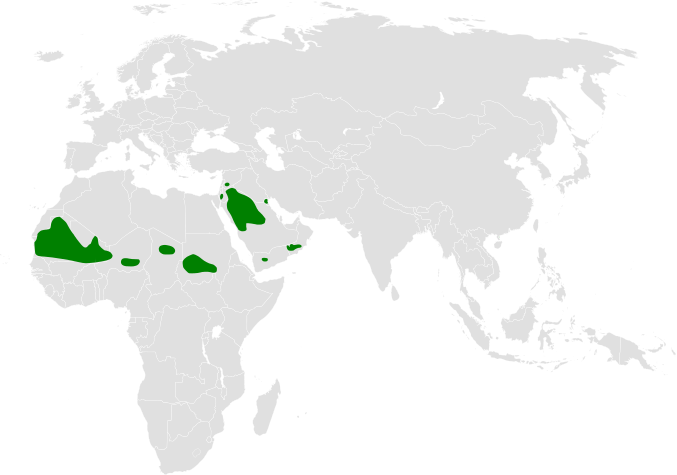
Répartition dEremalauda.

## Liste des espèces
Selon la classification de référence du Congrès ornithologique international (version 15.1, 2025) :
- Eremalauda dunni (Shelley, 1904) — Alouette de Dunn, Ammomane de Dunn
- Eremalauda eremodites (Meinertzhagen, R, 1923) — Alouette d'Arabie